# II. Adeodát pápa
II. Adeodát (latinul: Adeodatus), más néven Deusdedit (? – 676. június 17.) volt Szent Péter 77. követője a pápai trónon 672. április 11-től. Mindössze négy évig tartó pontifikátusáról alig tudunk valamit. Szerzetesi származása miatt sokat foglalkozott a monostori hatáskörrel, és a monotheletizmus elleni harcból is kivette a részét.

## Élete
Apját Iovinianusnak hívták. Nem a világi papi pályát választotta, hanem egy Caelius-dombi kolostor szerzetese lett. A krónikák szerint a Benedek-rendi Szent Erasmus kolostorban szolgálta az Úr akaratát. Elődje, Vitaliánusz pápa halála után a római zsinat a keresztény egyház vezetőjének választotta meg. 672. április 11-én szentelték fel. Pontifikátusa alatt tökéletesítette a monostori jogköröket összefoglaló kánonokat. Nagy hangsúlyt fektetett az eretnek monothelétizmus  elleni küzdelemre. Több kolostort és templomot is építtetett. Két levele maradt fenn az utókor számára. Az egyiket Canterbury Szent Péter apátnak írta, a másikat Tours-i Szent Mártonnak. Mindkettőben a szerzetes rendek jogait fejtegeti.

676. június 12-én halt meg. Testét a Szent Péter-bazilika őrzi.

## Művei
- Documenta Catholica Omnia (latin nyelven). (Hozzáférés: 2011. december 6.)